# Смешанные дистрофии
Сме́шанные дистрофи́и (паренхимато́зно-мезенхима́льные дистрофи́и, паренхимато́зно-строма́льные дистрофи́и) — дисметаболические процессы, развивающиеся как в паренхиме, так и в строме о́рганов.

## Классификация
Смешанные дистрофии классифицируют следующим образом:
I. Нарушения обмена сложных белков
1. Эндогенные пигментации — нарушен обмена хромопротеинов
2. Мочекислый диатез — нарушения обмена нуклеопротеинов
3. Нарушения обмена липопротеинов (прежде всего холестерол-содержащих липопротеинов).

II. Нарушения обмена минеральных веществ (минеральные дистрофии)
1. Нарушения обмена минеральных макроэлементов (калия, натрия, кальция, магния, фосфора, хлора, серы)
2. Микроэлементозы — нарушения обмена микроэлементов (железа, меди, марганца, селена, кремния и других).

Ранее для обозначения сложных белков использовали термин «протеиды» (липопротеиды, нуклеопротеиды, хромопротеиды и так далее). В 1985 г. Международный союз по теоретической и прикладной химии рекомендовал называть сложные белки, используя суффикс «-ин» (липопротеины, нуклеопротеины, хромопротеины и так далее), а понятие «протеиды» закрепить за белковоподобными веществами.
Основное значение для патологической анатомии человека среди минеральных макроэлементозов имеют нарушения обмена кальция, среди микроэлементозов — нарушения метаболизма железа и меди. К минеральным дистрофиям также относится образование камней (конкрементов).

## Эндогенные пигментации
Эндоге́нные пигмента́ции — нарушение обмена хромопротеинов (эндогенных пигментов) и их метаболитов. Эндогенными пигментами называются окрашенные белки или продукты обмена аминокислот, образующиеся в самом организме. В отличие от этого, экзогенными пигментами обозначают окрашенные вещества, поступающие в организм человека из внешней среды.

### Классификация эндогенных пигментаций
Основными формами нарушения обмена хромопротеинов являются следующие патологические процессы:
1. Гемосидероз
2. Желтушный синдром
3. Порфирии
4. Нарушения обмена меланина
5. Липофусциноз.

### Гемосидероз
Гемосидеро́з — увеличение содержания в тканях ферритина и гемосидерина. Отложение в органах (печень, поджелудочная железа, миокард) этих пигментов приводит к прогрессирующей гибели паренхиматозных элементов, замещению их грубоволокнистой соединительной тканью (цирроз печени, фиброз поджелудочной железы, кардиосклероз) и развитию функциональной недостаточности органов (хронической печёночной и сердечной недостаточности, сахарного диабета).

#### Классификация форм гемосидероза
Различают общий и местный гемосидероз. Особой формой общего гемосидероза является гемохроматоз.
I. Общий гемосидероз
1. Обусловленный гемолизом
2. Гемохроматоз (первичный гемохроматоз и приобретённые формы)

II. Местный гемосидероз
1. В участках кровоизлияний и в ткани регионарных к ним лимфоузлов
2. Гемосидероз лёгких (наследственные формы и бурая индурация)

#### Общий гемосидероз
Общий гемосидеро́з (распространённый гемосидероз) — гемосидероз вследствие внутрисосудистого или выраженного внесосудистого гемолиза.
Внутрисосудистый гемолиз развивается при:
- интоксикациях (яд змей, производные бензола),
- инфекциях (малярия, септицемия),
- иммунопатологических (например, аутоиммунном) процессах.

Выраженный внесосудистый гемолиз наблюдается при множественных обширных кровоизлияниях. В основном катаболический ферритин и гемосидерин откладываются в органах и тканях, богатых макрофагами, контактирующими с кровью (в печени, селезёнке, лимфоузлах, костном мозге), поэтому они окрашиваются в ярко-коричневый, бурый цвет (их ткань приобретают «ржавый вид»). При микроскопическом исследовании в макрофагах (сидеробластах) и в межклеточном веществе выявляются многочисленные коричневые гранулы, окрашивающиеся в реакции Перлса.

#### Гемохроматоз
Гемохромато́з — распространённый гемосидероз, при котором происходит накопление в тканях анаболического ферритина и образованного из него гемосидерина вследствие усиленного всасывания алиментарного железа в тонкой кишке. Различают наследственный (первичный) и приобретённый (вторичный) гемохроматоз. Первичный гемохроматоз является самостоятельным заболеванием и формируется в детском возрасте. Вторичный гемохроматоз встречается, как правило, у взрослых, осложняя какие-либо другие заболевания, оперативные вмешательства и лекарственную терапию.
I. Наследственный гемохроматоз (первичный гемохроматоз, «бронзовый диабет»).
II. Приобретённый гемохроматоз (вторичный гемохроматоз)
1. Алкогольный гемохроматоз
2. Постгастроэктомический гемохроматоз
3. Лекарственный гемохроматоз.

Первичный гемохроматоз. Особенностью наследственного гемохроматоза является увеличение содержания в тканях не только ферритина и гемосидерина, но также меланина (в коже) и липофусцина (во внутренних органах). Заболевание проявляется тремя основными синдромами: (1) бронзовым дерматозом (потемнение кожи из-за усиления продукции меланина), (2) вторичным сахарным диабетом, развивающимся в результате поражения поджелудочной железы, и (3) пигментным циррозом печени. Первые два синдрома обусловили ещё одно название болезни — бронзовый диабет. Кроме того, в ряде случаях отмечается (4) тяжёлое поражение сердца (пигментная кардиомиопатия).
Вторичный гемохроматоз наиболее часто встречается при хроническом алкоголизме (алкогольный гемохроматоз), после оперативного удаления желудка (постгастроэктомический гемохроматоз) и при злоупотреблении железосодержащими препаратами (лекарственный гемохроматоз).

#### Местный гемосидероз
Местный гемосидеро́з развивается в участках кровоизлияний («старые» кровоизлияния), в лимфатических узлах, регионарных к месту кровоизлияния, а также в лёгких (лёгочный гемосидероз).
Различают два варианта гемосидероза лёгких — наследственный и приобретённый.
I. Наследственный гемосидероз лёгких
1. Синдром Гудпасчера
2. Болезнь Селена—Геллерстедта.

II. Приобретённый гемосидероз лёгких (бурая индурация лёгких) при хронической сердечной недостаточности.
Наследственный гемосидероз лёгких характерен для двух редких заболеваний: пневморенального синдрома Гудпасчера, при котором помимо лёгких отмечается поражение почек, и болезни Се́лена—Геллерсте́дта. При этих заболеваниях развиваются повторные кровоизлияния в лёгочную ткань, следствием чего и является гемосидероз. Приобретённый гемосидероз лёгких формируется при синдроме хронической сердечной недостаточности и носит название бурой индурации лёгких.

### Желтушный синдром (icterus)
Желту́шный синдро́м (icterus) — накопление в тканях билирубина.

#### Классификация желтух
Выделяют три патогенетических типа желтушного синдрома:
I. Гемолитическая желтуха.
II. Паренхиматозная желтуха
1. Наследственная паренхиматозная желтуха
2. Приобретённая паренхиматозная желтуха.

III. Механическая желтуха
1. Обтурационная желтуха
2. Компрессионная желтуха.

#### Гемолитическая желтуха
Гемолити́ческая желту́ха развивается в результате внутрисосудистого или выраженного внесосудистого гемолиза. Чаще она сопровождает гемолитические анемии.

#### Паренхиматозная желтуха
Паренхимато́зная желту́ха — желтуха вследствие нарушения обмена билирубина в гепатоцитах (основных паренхиматозных клетках печени). Паренхиматозная желтуха может быть наследственной (наследственные печёночные гипербилирубинемии) и приобретённой (гепатиты, гепатозы, цирроз печени, опухоли печени и другие приобретённые заболевания печени).
I. Наследственная паренхиматозная желтуха
1. Синдром Жильбе́ра—Лильестра́нда—Мейленгра́хта
2. Синдром Кри́глера—На́йяра
3. Синдром Да́бина—Джо́нсона («болезнь чёрной печени»)
4. Синдром Ро́тора.

II. Приобретённая паренхиматозная желтуха.
Наследственные паренхиматозные желтухи встречаются при следующих заболеваниях: (1) синдроме Жильбе́ра—Лильестра́нда—Мейленгра́хта (при этом нарушается первый этап обмена билирубина в гепатоцитах — поглощение гепатоцитами неконъюгированного билирубина из крови синусоидных капилляров), (2) синдроме Кри́глера—На́йяра (нарушается второй этап обмена билирубина в гепатоцитах — конъюгирование билирубина с двумя молекулами глюкуроновой кислоты и образование билирубина-диглюкуронида), (3) синдроме Да́бина—Джо́нсона и (4) синдроме Ро́тора (нарушается третий этап обмена билирубина в гепатоцитах — экскреция конъюгированного билирубина в желчь). Синдром Дабина—Джонсона отличается от синдрома Ротора наличием в печени тёмного липофусцина, придающего органу почти чёрный цвет («болезнь чёрной печени»). Все перечисленные синдромы, за исключением тяжёлой формы синдрома Криглера—Найяра, протекают легко, признаки печёночной недостаточности часто отсутствуют. Тяжёлая форма синдрома Криглера—Найяра приводит к летальному исходу в первые недели или месяцы жизни.

#### Механическая желтуха
Механи́ческая желту́ха — форма желтухи, развивающаяся при затруднении оттока (пассажа) желчи. Механическая желтуха подразделяется на обтурационный и компрессионный варианты.
1. Обтурацио́нная желтуха — механическая желтуха, развивающаяся при наличии внутри протока препятствия оттоку желчи (камень, экзофитная опухоль, рубцовый стеноз, цитомегаловирусный холангиогепатит, муковисцидоз).
2. Компрессио́нная желтуха — механическая желтуха вследствие сдавления (компрессии) желчных протоков извне (опухолью, лигатурой, узлами-регенератами при циррозе печени и т. п.).
При длительной механической желтухе в печени развиваются (1) холеста́з (желчные капилляры и протоки переполняются желчью и расширяются) и (2) желчные некрозы (некрозы ткани, инфильтрированной желчью, при разрыве стенки расширенных желчных протоков). Повышение давления желчи в протоках приводит к секреции её компонентов в кровь через синусоидальный полюс гепатоцита, возникает холеми́я. Желчные некрозы в печени замещаются грубоволокнистой соединительной тканью, в результате чего может развиться цирроз печени, который называется вторичным билиарным циррозом. Холемия обусловливает (1) общую интоксикацию, (2) кожный зуд и (3) геморрагический синдром. Наиболее агрессивными компонентами желчи являются желчные кислоты (их наличие в крови обозначается термином холалеми́я). Желчные кислоты благодаря детергентному эффекту вызывают разрушение тканевых элементов, в частности, структур сосудистой стенки, что лежит в основе геморрагических проявлений механической желтухи.

### Порфирии
Порфири́и — патологические процессы, при которых происходит накопление в тканях порфиринов.

#### Классификация порфирий
Различают наследственные и приобретённые формы порфирий.
I. Наследственные порфирии (первичные порфирии)
1. Эритропоэтические порфирии
2. Печёночные порфирии
3. Неврологические порфирии.

II. Приобретённые порфирии (вторичные порфирии)
1. Порфирия при пеллагре
2. Лекарственная порфирия
3. Свинцовая порфирия.

#### Наследственные порфирии
Среди наследственных порфирий выделяют (1) эритропоэтические, (2) печёночные и (3) неврологические формы.
1. Среди эритропоэти́ческих порфирий наиболее тяжёлым течением отличается эритропоэтическая уропорфирия Гюнтера. Нередко она приводит к инвалидности и к смерти в раннем детском возрасте. До появления антибиотиков смерть наступала в основном от сепсиса. В настоящее время больные нередко доживают до зрелого возраста (25—30 лет), однако лицо и шея и у них обезображены рубцами. Заболевание проявляется (1) гемолитической анемией, (2) тяжёлым фотодерматитом, (3) коричневой окраской твёрдых тканей зубов и (4) красным цветом мочи. Гемолитическая анемия обусловлена избыточным разрушением эритроцитов в селезёнке («внутриклеточный гемолиз»). Фотодерматит развивается вследствие повышения чувствительности кожи к солнечным лучам под влиянием порфиринов (порфирины являются фотосенсибилизаторами). В различных участках кожного покрова появляются пузыри, после вскрытия которых остаются плохо заживающие язвы, нередко инфицирующиеся. К доброкачественным формам эритропоэтических порфирий относятся эритропоэтическая протопорфирия Магнуса и эритропоэтическая копропорфирия.
2. Печёночной формой наследственной порфирии является так называемая поздняя кожная порфирия (урокопропорфирия) — наиболее распространённая наследственная порфирия в России. Манифестация заболевания обычно происходит в возрасте старше 40 лет (отсюда «поздняя» в названии формы). Провоцируют проявления болезни злоупотребление алкоголем, действие гепатотропных ядов, контакт с бензином, опухоли печени, перенесённый тяжёлый гепатит. Лечение заболевания оказывается эффективным только в случае полного отказа от спиртных напитков. Основными изменениями при кожной поздней порфирии являются (1) фотодерматит и (2) поражение печени. Фотодерматит сопровождается покраснением, отёком кожи, образованием пузырей, при длительном течении приводит к атрофии и сухости кожи. В некоторых случаях поражённые участки кожного покрова утолщены за счёт фиброза (склеродермоподобная форма), в других — гиперпигментированы за счёт накопления меланина (меланодермическая форма). Печень часто увеличивается, функция её нарушается. Наиболее эффективным средством лечения болезни является противомалярийный препарат делагил (хлорохин): он связывает порфирины в гепатоцитах и выводит их с мочой. При электронно-микроскопическом исследовании установлено, что делагил вызывает разрушение части митохондрий гепатоцитов, в эндомембранах которых происходит синтез порфиринов. Деструкция митохондрий облегчает выделение делагил-порфириновых комплексов из гепатоцитов в кровь и желчь. Однако большие дозы делагила могут привести к разрушению гепатоцитов и развитию печёночной недостаточности.
3. Из неврологических форм наследственной порфирии выделяют (1) острую перемежающуюся порфирию, (2) наследственную копропорфирию Бергера—Гольдберга, (3) копропротопорфирию (вариегатную порфирию) и (4) честерскую порфирию (описана у жителей английского города Честер). Острая перемежающаяся порфирия характеризуется поражением нервной системы, прежде всего периферической (неврит, плексит, ганглионит), а также розовой окраской мочи в период обострения болезни. Характерный признак заболевания — боли в животе (в эпигастрии или в правой подвздошной области, в правом подреберье), в поясничной области, в конечностях. Больных нередко оперируют с подозрением на острый аппендицит или холецистит, однако источник болевого синдрома при этом не обнаруживается и к облегчению состояния больного операция не приводит. Смертельным осложнением является паралич дыхательных мыщц.

#### Приобретённые порфирии
Приобретённые порфирии осложняют течение (1) свинцовой интоксикации, (2) пеллагры (гиповитаминоза РР), а также (3) являются побочным эффектом применения некоторых лекарственных средств.

### Нарушения обмена меланина
Нарушения обмена меланина проявляются гипомеланозом (снижением его содержания) и гипермеланозом (усилением продукции пигмента).
I. Гипомеланоз
1. Альбинизм (полный, неполный, частичный)
2. Витилиго (песь)
3. Лейкодерма (лейкодермия).

II. Гипермеланоз
1. Распространённый наследственный гипермеланоз
2. Распространённый приобретённый гипермеланоз
3. Местный врождённый гипермеланоз
4. Местный приобретённый гипермеланоз.

#### Гипомеланоз
Выделяют три формы гипомеланоза: альбинизм, витилиго (песь) и лейкодерму (лейкодермию).
1. Альбини́зм (от лат. albus — белый) — наследственный гипомеланоз, проявляющийся сразу после рождения. Различают три варианта альбинизма: полный (отсутствие меланина во всех тканях организма), неполный (снижение содержания меланина в коже по сравнению с расовой нормой) и частичный (очаговый). Неполный альбинизм (альбиноидизм) особенно характерен для северных европеоидов (жители российского Севера и Скандинавии). Частичный альбинизм представляет собой наследственную форму местного гипомеланоза (например, «седая прядь» волос).
2. Витили́го (песь) — наследственный очаговый гипомеланоз, проявляющийся не сразу после рождения, а через несколько месяцев, лет и даже десятилетий. О наследственной природе процесса свидетельствует его семейный характер.
3. Лейкоде́рма (лейкодерми́я) — приобретённый очаговый гипомеланоз. Различают два основных типа лейкодермии: (1) инфекционный и (2) эндокринный. Инфекционная лейкодермия встречается при таких заболеваниях, как сифилис (например, «ожерелье Венеры») или проказа (лепра). Эндокринная лейкодермия характерна для гипотиреоза, сахарного диабета и болезни Реклингаузена (гиперпаратиреоза).

#### Распространённый гипермеланоз
Различают (1) наследственные и (2) приобретённые формы распространённого гипермеланоза. Примером наследственного распространённого гипермеланоза является усиление пигментации кожи при пигментной ксеродерме. Приобретённый распространённый гипермеланоз наблюдается при тяжёлой форме хронической надпочечниковой недостаточности (болезни Аддисона).
Пигме́нтная ксероде́рма (от лат. xeroderma — сухая кожа) — наследственное заболевание, в основе которого лежит недостаточность ферментов репарации ДНК. Энзимы репарации ДНК прежде всего необходимы клеткам эпидермиса, на которые в течение всей жизни воздействуют ультрафиолетовые лучи солнечного спектра (основной естественный мутаген для человека), поэтому именно в этих клетках отмечается их высокая активность. При пигментной ксеродерме основные изменения развиваются в коже: на открытых участках кожного покрова формируется фотодерматит. Одним из проявлений фотодерматита является реактивный гипермеланоз. С течением времени мутации в клетках кожи приводят к развитию злокачественной опухоли (карциномы, меланомы или саркомы), от которой больные погибают обычно на втором десятилетии жизни. Более лёгкая форма заболевания носит название пигментный ксеродермо́ид Ю́нга; злокачественные опухоли при этом развиваются примерно на 10—15 лет позже. Больным пигментной ксеродермой необходимо с детства избегать солнечного и артифициального (искусственного) ультрафиолета.
Болезнь Аддисона (тяжёлая форма хронической недостаточности коры надпочечников) характеризуется увеличением продукции аденогипофизом меланотропного гормона (меланотропинов). Меланотропины способствуют увеличению числа меланоцитов в коже, поэтому при этом заболевании отмечается распространённый гипермеланоз кожи (меланодермия). Болезнь Аддисона развивается вследствие разрушения ткани обоих надпочечников при аутоиммунном и туберкулёзном адреналите, а также при двусторонних метастазах злокачественной опухоли в надпочечники.

#### Местный гипермеланоз
Выделяют наследственные и приобретённые формы местного гипермеланоза. Наследственный местный гипермеланоз встречается при некоторых онкогенетических синдромах (например, при болезни Пе́йтца—Йе́герса и комплексе Ка́рни) и характеризуется появлением врождённых меланоцитарных невусов. Приобретённый местный гипермеланоз носит (1) опухолевый (приобретённые меланоцитарные невусы, злокачественная меланома) и (2) реактивный характер. Реактивный локальный гипермеланоз встречается при многих заболеваниях и патологических процессах: гипермеланоз кожи при хронических дерматитах, гипермеланоз толстой кишки при длительных запорах и т. п.
Чёрный акантоз. Особое значение среди форм приобретённого локального меланоза имеет чёрный акантоз (acanthosis nigricans, пигментно-сосочковая дистрофия кожи). При этом на коже, особенно в области естественных складок, появляются выросты (сосочки), высотой не менее 0,5 см. Кожа пигментируется. При микроморфологическом исследовании в эпидермисе обнаруживаются реактивные изменения, прежде всего акантоз (утолщение шиповатого слоя за счёт активной пролиферации эпидермоцитов). Чёрный акантоз обычно является неспецифическим паранеопластическим процессом, то есть сопутствует развитию злокачественных новообразований и при его обнаружении у взрослого человека необходимо исключить опухолевый процесс (у детей аналогичные изменения могут быть пороком развития кожи). Дифференцировать чёрный акантоз приходится с чёрным псевдоакантозом, встречающимся у тучных людей. Основным отличие чёрного псевдоакантоза является высота сосочковых разрастаний кожи менее 0,5 см.

### Липофусциноз
Липофусцино́з — накопление в паренхиматозных клетках пигмента липофусцина. Липофусциноз традиционно в отечественной патологической анатомии рассматривается среди смешанных дистрофий, однако, по существу, данный процесс является типичной паренхиматозной дистрофией, так как изменения выявляются исключительно в паренхиматозных элементах о́ргана.
Различают наследственный (первичный) и приобретённый (вторичный) варианты липофусциноза.
Первичный липофусциноз встречается:
- при наследственных печёночных гипербилирубинемиях (синдромы Жильбера, Криглера — Найяра, Дабина — Джонсона, Ротора)
- при наследственных поражениях головного мозга (синдромы Хэгберга — Сантавуори, Бильшовского — Яновского, Куфса, Шпильмейера — Фогта).

При этом липофусцин накапливается в гепатоцитах и нейронах соответственно. Синдром Дабина — Джонсона сопровождается появлением липофусцина тёмно-коричневого цвета, за счёт которого печень становится почти чёрной («болезнь чёрной печени»). Первичные нейрональные липофусцинозы проявляются синдромом амавротической идиотии (амавроз — полная слепота, идиотия — тяжёлая форма олигофрении).
Из вторичных липофусцинозов чаще встречаются:
- липофусциноз кардиомиоцитов при алкоголизме,
- бурая атрофия миокарда и печени при кахексии,
- ятрогенный липофусциноз при длительном применении НПВС,
- липофусциноз при гиповитаминозе Е.

## Мочекислый диатез
Мочеки́слый диате́з — накопление в организме мочевой кислоты (урата) и её солей. Основными формами мочекислого диатеза являются (1) подагра, (2) мочекаменная болезнь, обусловленная уратами, и (3) мочекислый инфаркт.
Пода́гра подразделяется на наследственную (первичную) и вторичную (например, при хронической лейкемии, хронической почечной недостаточности). Заболевание характеризуется (1) поражением почек («подагрические почки»), (2) суставов (особенно часто первого плюсне-фалангового сустава) и (3) очаговым отложением уратов в мягких тканях (подагрические шишки — tophi urici).
Мочекислый инфаркт — отложение уратов в почках новорождённых, проживших не менее 2 суток (результат родового стресса). При этом в ткани почек обнаруживаются оранжевые полосы, сходящиеся у сосочков пирамид. Мочекислый инфаркт, несмотря на название, не приводит к некрозу почечной ткани и относится к транзиторным состояниям периода новорождённости.

## Нарушения обмена кальция
Выделяют две формы нарушений обмена кальция: (1) уменьшение его содержания в тканях, прежде всего в костной (остеопороз), и (2) избыточное накопление кальция за пределами костей (кальциноз, обызвествление, известковая дистрофия). В патологоанатомической практике основное значение имеет кальциноз.

### Классификация форм кальциноза
Различают три варианта кальциноза:
I. Метастатический кальциноз (известковые метастазы).
II. Дистрофический кальциноз (петрификация)
1. Некрокальциноз
2. Тромбокальциноз
3. Фиброкальциноз
4. Хондрокальциноз
5. Обызвествление погибших паразитов
6. Литопедион.

III. Метаболический кальциноз (интерстициальный кальциноз).
1. Системный метаболический кальциноз
2. Известковая подагра.

Метастатическое обызвествление (известковые метастазы) — распространённый кальциноз на фоне гиперкальциемии (например, при гиперпаратиреозе, множественной деструкции костей, гипервитаминозе D, тяжёлых поражениях почек и толстой кишки). Излюбленной локализацией известковых метастазов являются (1) лёгкие, (2) слизистая оболочка желудка, (3) миокард, (4) стенки артерий и (5) почки, ткани которых отличаются большей щёлочностью и способны накапливать кальций.
Дистрофическое обызвествление (петрификация) — местный кальциноз, развивающийся в участках патологических изменений ткани (некробиоз и некроз, рубцы), а также в тромбах. Соответственно говорят о трёх основных вариантах петрификации: некро-, фибро- и тромбокальцинозе. Реже встречается патологическое обызвествление хрящевой ткани, прежде всего гиалинового хряща (хондрокальциноз), петрификация погибших паразитов (например, трихинелл) и погибшего плода при эктопической беременности (такой плод называется литопедион). Дистрофическое обызвествление обусловлено тканевым алкалозом и активностью щёлочной фосфатазы. Очаги кальциноза при данном типе обызвествления называются петрификатами.
Метаболическое обызвествление — кальциноз, развивающийся без сопутствующей гиперкальциемии и местных тканевых изменений. Различают системную и очаговую формы метаболического кальциноза. Системная форма может напоминать метастатическое обызвествление, но чаще поражаются сухожилия, фасции, апоневрозы, скелетные мышцы, сосуды, нервные стволы, кожа и подкожная клетчатка. Очаговая форма (известковая подагра) характеризуется отложением извести в виде пластинок в коже пальцев рук, реже ног.

### Морфологическая картина
При макроморфологическом исследовании участок обызвествления отличается твёрдой консистенцией (каменистой плотностью) и обычно имеет белесовато-серый цвет. В тканевых срезах депозиты кальция интенсивно воспринимают щёлочные красители и окрашиваются в синий цвет обычным гематоксилином и в чёрный — железным гематоксилином Вейгерта (окраска по ван Гизону). При необходимости проводят гистохимическую верификацию процесса; при этом используется метод импрегнации серебром по Коссе.

## Камни (конкременты)
В патологической анатомии к минеральным дистрофиям традиционно относят образование камней или конкрементов (от лат. concrementum — сросток).
Камни — твёрдые, интенсивно минерализованные тела, образующиеся в полых структурах организма (полостные органы, протоки желёз, бронхи, сосуды). Образование камней вызывает развитие:
- обтурационного синдрома. (например, механической желтухи или гидронефротической трансформации),
- воспалительного процесса,
- пролежня стенки органа с последующим её изъязвлением или перфорацией.

В патогенезе камнеобразования основное значение имеют местные факторы, прежде всего:
- литогенный состав секрета (например, уменьшение концентрации фосфолипидов и увеличение содержания холестерола в желчи),
- его застой и сгущение, а также
- хронический воспалительный процесс.

Непосредственный механизм образования камня состоит из двух событий, каждое из которых может быть первичным:
- образование органической матрицы,
- кристаллизация солей.

Камни, образующиеся в организме человека, классифицируют следующим образом:
I. Локализация
1. Желчные камни — желчный пузырь, желчные протоки
2. Мочевые камни — чашечки и лоханка почки, мочевой пузырь
3. Слюнные камни — протоки слюнных желёз
4. Панкреатические камни — протоки поджелудочной железы
5. Бронхиальные камни — просвет бронхов
6. Камни в криптах нёбных миндалин
7. Флеболиты — просвет вен
8. Копролиты — кишечные камни.

II. Химический состав
1. Желчные камни:
  - холестериновые,
  - пигментные (коричневые или зелёные),
  - известковые,
  - комбинированные.
2. Мочевые камни:
  - ураты (жёлтого цвета),
  - фосфаты (белого цвета),
  - оксалаты,
  - цистин,
  - ксантин,
  - комбинированные.

III. Вид на распиле
1. Камни с радиарной структурой (кристаллоидные камни)
2. Камни со слоистой структурой (коллоидные камни)
3. Камни со слоисто-радиарной структурой (коллоидно-кристаллоидные камни).

IV. Форма камня
1. Округлые и овальные камни
2. Отростчатые камни
3. Цилиндрические камни
4. Фасетированные камни — с плоскими гранями, тесно прилегающие друг к другу.

V. Количество камней
1. Солитарные (одиночные)
2. Множественные.

VI. Величина камней
1. Макролиты (крупные камни)
2. Микролиты (мелкие, но не микроскопические).

VII. Характер поверхности
1. Камни с гладкой поверхностью — обычно не травмируют окружающие ткани
2. Камни с неровной поверхностью (например, оксалатные камни в форме тутовой ягоды) — травмируют окружающие ткани.

Основными заболеваниями, развитие клинической картины которых тесно связано с образованием камней, являются:
- холелитиаз (желчнокаменная болезнь),
- уролитиаз (мочекаменная болезнь),
- нефролитиаз (почечнокаменная болезнь),
- сиалолитиаз (калькулёзный сиалоаденит).